# بورگن (برنکاستل-ویتلیش)
بورگن (به آلمانی: Burgen) یک شهر در آلمان است که در برنکاستل-ویتلیش واقع شده‌است. بورگن ۵۹۱ نفر جمعیت دارد.